# 嵌雪楼
嵌雪楼，位于中国云南省丽江市古城区大研街道新华社区狮子山北麓，双石桥畔净莲寺内，又名皈依堂。
嵌雪楼由诗僧妙明法师始建于清代嘉庆、道光年间，因正对玉龙雪山而得名“嵌雪楼”，为登临远眺雪山佳处。清咸丰、同治年间毁于兵燹。光绪二年重建。现为嵌雪楼酒店。
净莲寺依山而建，前后两院，占地839平方米。大殿坐西朝东，面阔11米，进深7米，单檐硬山顶。堂内壁画已不存。
1988年11月9日，嵌雪楼公布为第三批县级文物保护单位。